# Ragnar Svensson (brottare)
Sten Ragnar Svensson, född 22 juni 1934 i Osby, är en svensk brottare. Han tävlade för Klippans BK.
Svensson tävlade i tungviktsklassen i grekisk-romersk stil för Sverige vid olympiska sommarspelen 1960 i Rom. Han tävlade även i tungviktsklassen vid olympiska sommarspelen 1964 i Tokyo och olympiska sommarspelen 1968 i Mexico City.
Svensson blev nordisk mästare i tungvikt 1966 i Lycksele och 1968 i Oslo. Han blev svensk mästare i tungvikt 1961, 1962, 1963 och 1968. Svensson tog VM-silver i Helsingborg 1963. Han har även blivit tilldelad Stora grabbars märke.